# ثنوية (رياضيات)
في الرياضيات، تحوّل الثِّنْوِية أو الثَنَوِيَّة المفاهيم أو المبرهنات أو الهياكل الرياضية إلى مفاهيمَ ومبرهنات وهياكل أخرى، عن طريق دالة متباينة، وغالبًا عن طريق دالة ارتدادية: إذا كانت A هي ثنوية B ، فإنّ B هي ثنوية A. قد تحتوي مثل هذه الارتدادات على نقاط ثابتة، بحيث تكون ثنوية A هي نفسها A. مثلاً مبرهنة ديزارغ هي ثنوية ذاتياً في ظل الازدواجية القياسية في الهندسة الإسقاطية.
في السياقات الرياضية، للثنوية معانٍ عديدة. وقد وصف بأنه «مفهوم واسع الانتشار ومهم في الرياضيات (الحديثة)»  و «موضوع عام مهم له مظاهر في كل مجال من مجالات الرياضيات تقريبًا».

## أمثلة تمهيدية
يقول ميخائيل عطية:

## ملحوظات
1. ↑  موفق دعبول؛ بشير قابيل؛ مروان البواب؛ خضر الأحمد (2018)، معجم مصطلحات الرياضيات (بالعربية والإنجليزية)، دمشق: مجمع اللغة العربية بدمشق، ص. 193، OCLC:1369254291، QID:Q108593221
2. ↑  أحمد شفيق الخطيب (2001). قاموس العلوم المصور: بالتعريفات والتطبيقات (بالعربية والإنجليزية) (ط. 1). بيروت: مكتبة لبنان ناشرون. ص. 188. ISBN:978-9953-10-218-4. OCLC:50131139. QID:Q124741809.
3. ↑  Atiyah 2007
4. ↑  Kostrikin 2001
5. ↑  Gowers 2008
6. ↑  Atiyah (2007), p. 1.

### الثنوية بشكل عام
- Atiyah, Michael (2007). "Duality in Mathematics and Physics lecture notes from the Institut de Matematica de la Universitat de Barcelona (IMUB)" (PDF) (بالإنجليزية). Archived from the original (PDF) on 2023-11-28.
- Kostrikin, A. I. (2001), "Duality", In Hazewinkel, Michiel (ed.), Encyclopedia of Mathematics  [لغات أخرى]‏ (بالإنجليزية), Springer, ISBN:978-1-55608-010-4
- Gowers, Timothy (2008), "III.19 Duality", The Princeton Companion to Mathematics (بالإنجليزية), Princeton University Press, pp. 187–190